# Zoo Tycoon DS
Zoo Tycoon DS ist die Umsetzung des Computerspiels Zoo Tycoon für den Nintendo DS. Sie wurde von Blue Fang Games entwickelt und wurde am 4. November 2005 von THQ veröffentlicht.

## Spielprinzip
Grafik und Gameplay ähneln der PC-Fassung, jedoch wird die Spielwelt fester unterteilt und Übergänge zwischen Geländetypen fehlen. Tiere und Objekte entsprechen denen des Ursprungsspiels. Es gibt zwei Spielmodi: ein Tutorial/Szenario mit festgelegten Zielen und zunehmendem Schwierigkeitsgrad und ein freies Spiel ohne zeitliche Einschränkungen oder Ziele.

## Rezeption
Spielprinzip und Funktionen seien gut auf die mobile Konsole übertragen, jedoch sei die kleine Schrift schwer lesbar und die Steuerung umständlich. Die Portierung auf Nintendo DS sei von starken Bedienungsmängeln geprägt. Es sei spielerisch abgespeckt. Grafisch sei es schlicht und erinnere in seiner Präsentation eher an die Vorgängerkonsole Game Boy Advance.